# Niagara (настільна гра)
Niagara — настільна гра в німецькому стилі, розроблена Томасом Лішингом і видана 2004 року компаніями Zoch Verlag та Rio Grande Games. Події гри розгортаються на Ніагарському водоспаді, де гравці збирають, транспортують та крадуть дорогоцінні камені. Після свого випуску гра отримала кілька нагород, зокрема Spiel des Jahres у 2005 році.

## Ігровий процес
Гра проходить на спеціальній дошці, яка встановлюється на коробку гри і символізує Ніагарський водоспад, при цьому частина дошки звисає за край коробки. Річка представлена прозорими пластиковими дисками на спеціальній поверхні з жолобами, що дозволяє пересувати ділянки річки вниз до водоспаду.
Гравці збирають дорогоцінні камені вздовж річки, пересуваючи каное для їх транспортування та маючи можливість красти камені з каное інших гравців. Вони також можуть впливати на швидкість, з якою ділянки дошки переміщуються вниз за течією. Переможцем стає перший гравець, який збере чотири дорогоцінні камені одного кольору, або по одному каменю кожного з п'яти кольорів, або сім каменів будь-якого кольору. Хоча на коробці гри зазначено, що камені ближче до водоспаду мають вищу цінність, гра трактує всі кольори як рівноцінні.

## Розширення

### Diamond Joe
Розширення Diamond Joe було поширене на фестивалі Spiel у 2005 році. Воно додає ще одне каное, яке контролюється гравцями опосередковано і бере участь у торгівлі, зазвичай доставляючи важкодоступні дорогоцінні камені назад проти течії.

### Spirits of Niagara
Розширення Spirits of Niagara вийшло у 2006 році і додає каное з подвоєною місткістю, фігурки для шостого гравця, додаткові карти веслування з новими діями та вир, який зіштовхує каное вниз за течією. Також додаються два «духи» річки: «Купальний Бобер», який повертає течію річки до нормального стану, та «Поспішний Лось», який дозволяє гравцю рухати каное швидше, якщо воно знаходиться біля краю водоспаду.

## Нагороди
У 2005 році Niagara виграла нагороду Spiel des Jahres та стала однією з переможців конкурсу Mensa Mind Games від Mensa International.
Гра також отримала друге місце на Deutscher Spiele Preis та третє місце у Schweizer Spielepreis у категорії сімейних ігор. Гру також було рецензовано у журналі Pyramid. 